# Giovanni Antonio Rigatti
Giovanni Antonio Rigatti, född 1615, död 1649, var en italiensk tonsättare verksam inom barocktraditionen.